# Alaksandr Cwikiewicz
Alaksandr Ćwikiewicz (biał. Аляксандар Цьвікевіч; ur. 1888 w Brześciu Litewskim, zm. 30 grudnia 1937 w Mińsku) – białoruski historyk i polityk, premier rządu Białoruskiej Republiki Ludowej na emigracji (1923–1925), profesor Akademii Nauk Białoruskiej SRR.

## Życiorys
W 1912 ukończył studia na Uniwersytecie w Petersburgu. Podczas I wojny światowej zakładał w mieście Białoruską Ludową Hramadę (1917) skupiającą uchodźców z zachodnich guberni cesarstwa. W 1918 wszedł w skład władz Białoruskiej Republiki Ludowej – był jej delegatem na rozmowy pokojowe w Brześciu (ostatecznie delegacji białoruskiej nie dopuszczono) oraz ministrem spraw zagranicznych.
W 1923 zastąpił Wacława Łastouskiego na stanowisku premiera Białorusi na wychodźstwie (z siedzibą w Pradze). Jako członek partii socjalno-rewolucyjnej optował za dialogiem z ZSRR, zwalczając „polską okupację” Białorusi.
Podczas berlińskiego spotkania przywódców emigracyjnych wypowiedział się za zaprzestaniem działalności władz BRL i uznaniem państwowości Białoruskiej SRR. Po podaniu się do dymisji wyjechał do ZSRR, gdzie podjął pracę w Ministerstwie Finansów Białoruskiej SRR oraz w Instytucie Kultury Białoruskiej.
W 1929 objął profesurę w Akademii Nauk Białoruskiej SRR – zajmował się historią oraz naukami politycznymi, w szczególności dziejami myśli politycznej. Po roku aresztowany pod zarzutem nacjonalizmu białoruskiego (udziału w Związku Wyzwolenia Białorusi) i skazany na zsyłkę syberyjską. Po siedmiu latach represji wyrok zamieniono na karę śmierci, którą wykonano pod koniec grudnia 1937 w Mińsku.

## Publikacje
- "Biełaruś. Palityczny narys" (Wilno 191])
- "Adradżennie na Biełarusi a Polszcza" (Wilno 1921)
- "Zapadno-russizm" (Mińsk 1929)